# Épagny, Haute-Savoie
Épagny är en kommun i departementet Haute-Savoie i regionen Auvergne-Rhône-Alpes i sydöstra Frankrike. Kommunen ligger i kantonen Annecy-Nord-Ouest som tillhör arrondissementet Annecy. År 2013 hade Épagny 4 118 invånare.

## Befolkningsutveckling
Antalet invånare i kommunen Épagny
| Referens: INSEE |